# Mike Hezemans
Mike Hezemans (ur. 25 lipca 1969 roku w Eindhoven) – holenderski kierowca wyścigowy.

## Kariera
Hezemans rozpoczął karierę w międzynarodowych wyścigach samochodowych w 1990 roku od startów w klasie 5000cc Dutch Production Car Championship. Z dorobkiem 51 punktów uplasował się na siódmej pozycji w klasyfikacji generalnej. W późniejszych latach Holender pojawiał się także w stawce Niemieckiego Pucharu Porsche Carrera, Porsche Supercup, ADAC GT Cup, Global GT Championship, 24-godzinnego wyścigu Le Mans, FIA GT Championship, American Le Mans Series, Grand American Rolex Series, Le Mans Endurance Series, Le Mans Series, Mil Milhas Brasil, ADAC GT Masters, Dutch Winter Endurance Series, FIA GT1 World Championship, Blancpain Endurance Series oraz Belcar Endurance Championship.

## Wyniki w 24h Le Mans
| Rok  | Zespół                                | Partnerzy                         | Samochód                    | Klasa | Okr. | Poz. | Klasa Pos. |
| ---- | ------------------------------------- | --------------------------------- | --------------------------- | ----- | ---- | ---- | ---------- |
| 1997 | GT1 Lotus Racing                      | Jan Lammers Alexander Grau        | Lotus Elise GT1             | GT1   | 121  | NU   | NU         |
| 2000 | Carsport Holland                      | David Hart Hans Hugenholtz        | Chrysler Viper GTS-R        | GTS   | 317  | 13   | 6          |
| 2002 | Team Carsport Holland Racing Box      | Gabriele Matteuzzi Anthony Kumpen | Chrysler Viper GTS-R        | GTS   | 93   | NU   | NU         |
| 2003 | Carsport America                      | Anthony Kumpen David Hart         | Pagani Zonda GR             | GTS   | 10   | NU   | NU         |
| 2004 | Barron Connor Racing                  | Ange Barde Jean-Denis Délétraz    | Ferrari 575-GTC             | GTS   | 200  | NU   | NU         |
| 2006 | Spyker Squadron                       | Jeroen Bleekemolen Jonny Kane     | Spyker C8 Spyder GT2-R      | GT2   | 202  | NU   | NU         |
| 2007 | Spyker Squadron                       | Jaroslav Janiš Jonny Kane         | Spyker C8 Spyder GT2-R      | GT2   | 70   | NU   | NU         |
| 2008 | IPB Spartak Racing Reiter Engineering | Peter Kox Roman Rusinow           | Lamborghini Murciélago R-GT | GT1   | 266  | NS   | NS         |